# Mokare
Mokare, né vers 1800 et mort le 26 juin 1831, était un Aborigène noongar du sud-ouest de l'Australie près de l'actuelle Albany, qui aida les Européens à explorer la région et servit de médiateur entre eux et les peuples locaux.